# Władysław Franciszek Zawadzki
Władysław Franciszek Zawadzki herbu Rogala – rzekomy stolnik nowogrodzkosiewierski w 1736 roku, sędzia kapturowy chełmiński w 1733 roku.

## Życiorys
Jako poseł na sejm konwokacyjny 1733 roku z województwa chełmińskiego był członkiem konfederacji generalnej zawiązanej 27 kwietnia 1733 roku na tym sejmie.